# Expresso Pequi
Expresso Pequi, o Tren Brasília-Goiânia es el nombre popular de un tren en fase de proyecto que deberá unir las ciudades de Brasilia, en el Distrito Federal, y Goiânia en el estado de Goiás. El Eje Goiânia-Brasilia es la tercera mayor aglomeración urbana del país, con 7 millones de personas, que pasa por el proceso de conurbación. El nombre pequi es una referencia a un fruto espinoso del Cerrado bastante consumido en la cocina de la región.

## Proyecto
El sistema es motivo de debate desde hace más de dos décadas debiendo salir del papel en los próximos años. La conexión ferroviaria está actualmente en fase de estudios técnicos y de viabilidad económica. En 2012 un protocolo de intenciones fue firmado por los gobiernos del Distrito Federal y de Goiás para la implantación del sistema.
Aunque la idea inicial fuese la implantación de un TAV, la posibilidad fue descartada debido a los altos costes de la obra, que llegaría a los 5.000 millones. Con un tren mixto de pasajeros y carga el costo caería a los mil millones, lo que permitiría la obra.
Con el nuevo sistema el tiempo medio para recorrer la distancia entre las dos capitales sería de 1 h, menos de la mitad de las actuales 2 h 30 que se tarda en coche, y un tercio de las 3 h que tarda el autobús.
La obra debe ser iniciada en 2014, y tardará 4 años en estar lista.

## Trazado
El sistema contará con dos estaciones terminales, una en cada capital, y también dos estaciones intermedias, que en los horarios de mayor movimiento no serían utilizadas (convirtiendo el tren en un exprés).
Estas estarían localizadas en la Rodoferroviaria de Brasilia, en el Distrito Federal, y en las ciudades de Alexânia, Anápolis y Goiânia, en el estado de Goiás, en un trazado de 209 km.

## Regiones Atendidas
En total serían cuatro las regiones atendidas por el nuevo sistema:
- Distrito Federal: Brasilia y las demás ciudades del DF suman 2,8 millones de habitantes, que tendrían como opción de embarque la Rodoferroviaria de Brasilia
- Entorno del Distrito Federal: La región de Goiás, actualmente conurbada con el DF, reúne a millones de habitantes en municipios como, Valparaíso de Goiás, Cidade Ocidental y Luziânia, que tendrían como opción de embarque la Estación de Alexânia, localizada en la ciudad que alberga el segundo outlet del país.
- Anápolis: Segunda ciudad más grande del estado de Goiás es un importante polo industrial, siendo sede de un puerto seco y del mayor complejo farmacéutico del país. Tiene una población regional de 500.000 habitantes, y estaría servida por la Estación de Anápolis
- Región Metropolitana de Goiânia: Segundo mayor conglomerado urbano del Centro-Oeste, posee una población de 2,2 millones de personas en 20 municipios. Todavía no está definido donde estaría la Estación de Goiânia, si en el centro de la capital, donde atendería a los pasajeros con más rapidez y comodidad, o en la periferia de la ciudad, en el barrio de Vila Matinha.